# Peter Bardens (album)
| Recensione     | Giudizio   |
| -------------- | ---------- |
| AllMusic       | [ 1 ]      |
| Sputnikmusic   | 2.0 (Poor) |
| Piero Scaruffi | [ 3 ]      |
| Progarchives   | [ 4 ]      |

Peter Bardens è un il secondo album discografico di Peter Bardens, pubblicato dall'etichetta discografica Transatlantic Records nel luglio del 1971.
Negli Stati Uniti l'album fu pubblicato con il titolo di Write My Name in the Dust con gli identici brani.

## Tracce
Lato A
Testi e musiche di Peter Bardens, eccetto dove indicato.
1. North End Road – 1:25
2. Write My Name in the Dust – 6:34
3. Down So Long – 7:00 (Peter Bardens, Vic Linton, Reg Isadore, John Owen)
4. Sweet Honey Wine – 4:26

Lato B
Testi e musiche di Peter Bardens.
1. Tear Down the Wall – 7:21
2. Simple Song – 2:20
3. My House – 6:17
4. Feeling High – 5:08
5. Blueser – 2:15

## Formazione
- Peter Bardens - organo, pianoforte, voce
- Vic Linton - chitarra elettrica, chitarra acustica
- Victor Brox - violino elettrico, cornopean, jews harp, voce
- John Owen - chitarra basso
- Reg Isadore - batteria, percussioni

Musicisti aggiunti
- Andy Gee - chitarra (brani: Feeling High e Blueser)
- Lisa Strike - accompagnamento vocale - cori
- Linda Lewis -  accompagnamento vocale - cori
- Judy Powell -  accompagnamento vocale - cori
- Anita Pollinger -  accompagnamento vocale - cori
- Maxine Iffla -  accompagnamento vocale - cori
- John Scott e Paul Stratton - damagers (danneggiatori?)

Note aggiuntive
- Peter Bardens - produttore
- Keith Bleasby - supervisore alla produzione
- Registrazioni effettuate al Sound Techniques Studios di Londra (Inghilterra)
- Jerry Boys e Alan Harris - ingegneri delle registrazioni
- Mixaggi effettuati al Sound Techniques ed al Air Studios di Londra (Inghilterra)
- Hypgnosis - design e foto
- Paul Leeves - art direction[9]